# La Chingada
La Chingada es un término con el que, en el habla popular y coloquial de los mexicanos, se hace referencia a un variado número de lugares y personalidades imaginarios. Se considera una palabra malsonante que es sustituida en algunas ocasiones por eufemismos como Chihuahua, Chinitas, la Fregada, Changos, Moles, Sopas entre otros; o bien se omite usando aposiopesis (“¡Ah! que la...”). En el Diccionario breve de mexicanismos de Guido Gómez de Silva aparece como parte de numerosas frases de uso cotidiano en el país
La Chingada y su uso han sido objeto de análisis para varios autores, entre ellos Octavio Paz.

## Origen del término
La Chingada está relacionada con el verbo chingar, también de uso intensivo en México como palabra malsonante, y tal vez ofensiva. Guido Gómez de Silva remite el origen al español chingar. El Diccionario de la lengua española señala que chingar deriva de čingarár, término del caló que tiene el sentido de pelear. Por su parte, los autores del Diccionario de nahuatlismos en el español de México lo ubican como un nahuatlismo controvertido, relacionado con la voz náhuatl tzinco ("en el ano").

## Frases hechas
La siguiente lista de expresiones donde se emplea La Chingada y términos derivados aparece en Gómez de Silva (2001).
- Estar dado a la Chingada: arruinado.
- Estar de la Chingada (o de la retostada): ser algo malo, difícil o complicado.
- Estar bien Chingado: estar enfermo o en situaciones económicas desfavorables. También se dice "Estar jodido".
- Ir hecho la Chingada: ir rapidísimo.
- Irse a la Chingada: irse disgustado.
- Irse algo a la Chingada: dañarse, romperse.
- Llevárselo a alguien la Chingada: estar enojado, estar en aprietos.
- Mandar a alguien a la Chingada: despedir con desprecio o disgusto a quien importuna. También se dice "Vete a la mierda o a la verga".
- ¡Me lleva la Chingada!:  exclamación de protesta que se usa para dar salida al enojo, cuando se sufren adversidades, o de sorpresa. Otras formas eufemísticas son ¡me lleva la fregada, la tía de las muchachas, la tiznada, la tostada, la trampa, el tren, la tristeza, la trompada, la verga.
- ¡Ah, qué la Chingada!: Exclamación popular cuando algo desfavorable se torna recurrente.
- Estar chingando: Estar molestando.
- Chingar [algo]: Arruinar una cosa.
- Estar chingándole: Estar trabajando.
- Chingarse [a alguien]: Haberle robado algo a alguien. También puede tener una connotación sexual (hacerle el amor o quizá hasta, según el contexto, abusar sexualmente de alguien).